# Сметанин, Леонид Васильевич
Леонид Васильевич Сметанин — советский хозяйственный, государственный и политический деятель.

## Биография
Родился в 1924 году в селе Ново-Егорьевка. Член КПСС .
С 1942 года — на хозяйственной, общественной и политической работе. В 1942—1981 гг. — слесарь, помощник машиниста паровоза депо ст. Могзон, участник ВОВ, музыкант 883-го артиллерийского полка 292-й стрелковой дивизии, помощник машиниста, бригадир, инженер паровозного депо ст. Могзон, 1-й секретарь Хилокского райкома ВЛКСМ, заведующий отделом, секретарь Читинского обкома ВЛКСМ, секретарь, 1-й секретарь Шилкинского райкома КПСС, председатель исполкома Шилкинского райсовета депутатов трудящихся, парторг, заведующий отделом Читинского обкома КПСС, 1-й секретарь Читинского горкома КПСС, председатель партийной комиссии при Читинском обкоме КПСС
Делегат XXIV и XXV съездов КПСС.
Умер в Чите в 1981 году.